# Pearl McGonigal
Pour les articles homonymes, voir McGonigal.
Pearl McGonigal est une personnalité politique canadienne, Lieutenant-gouverneur de la province du Manitoba de 1981 à 1987.